# 芸藩通志
『芸藩通志』（げいはんつうし）は、頼杏坪、加藤棕盧(株鷹)、頼舜燾、黒川方桝、津村聖山、吉田吉甫、正岡元翼によって著作・編纂された安芸国広島藩の地誌で、文政8年（1825年）に完成した。
1663年（寛文年間）に広島藩の作成した地誌『芸備国郡志』（黒川道祐編纂）を改訂し、内容を増補するために、1818年から再調査や資料の整理等の調査事業を開始して、最終的に1825年に完成を見た。全159巻。江戸時代以前の安芸国と備後半国（浅野氏の領国）の地理や文化、歴史を知る一級の資料となっている。主たる著者の頼杏坪は頼山陽の叔父である。